# Emil Zerbe

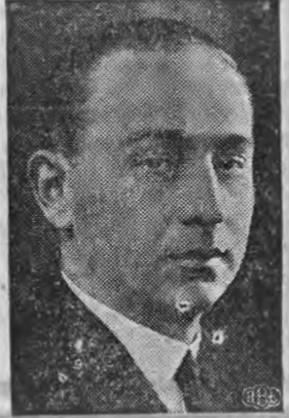
Emil Zerbe – kandydat PPS/DSAP do Rady Miejskiej w Łodzi, grudzień 1938

Emil Samuel Zerbe (ur. 4 stycznia 1897 w Łodzi, zm. 16 lipca 1954 tamże) – niemiecki działacz socjalistyczny związany z Łodzią, poseł na Sejm I i II kadencji (1922–1930), radny miejski Łodzi (1934–1939).

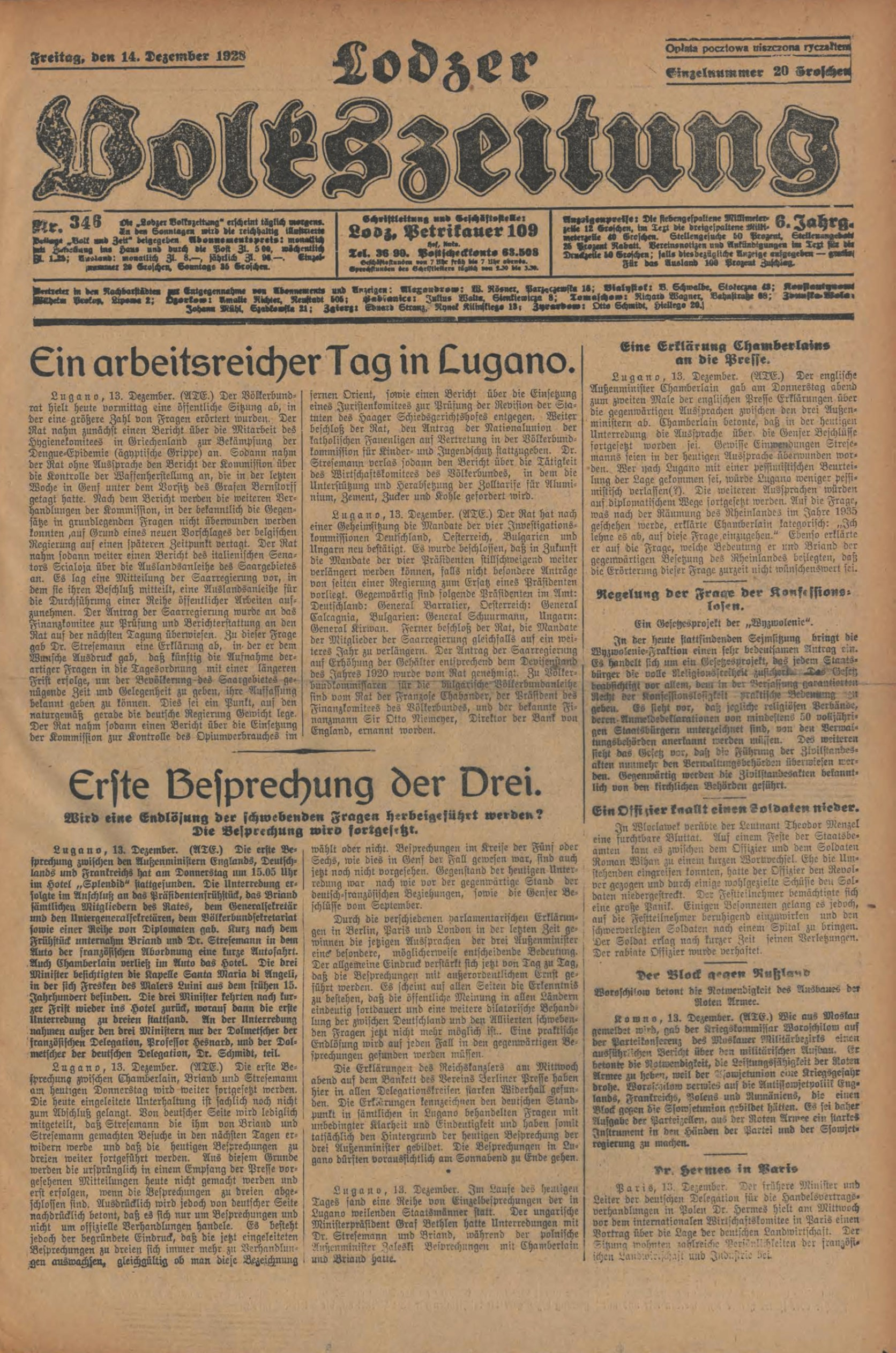
Lodzer Volkszeitung (pismo DSAP) z 14 grudnia 1928, redaktor Emil Zerbe

## Życiorys
Był synem Samuela i Marii z domu Kolbe . Ojciec początkowo był siodlarzem, a następnie właścicielem kamienicy. Rodzina przybyła do Łodzi w latach trzydziestych XIX wieku z Alzacji i regionu Saksonia-Altenburg. Miał dziesięcioro rodzeństwa , w tym m.in. brata – Armina Zerbe (1899–1929) – redaktora „Lodzer Volkszeitung”.
Początkowo uczęszczał do szkoły prywatnej i szkoły przemysłowej, przygotowującej do pracy w manufakturach. Po wybuchu I wojny światowej w sierpniu 1915 opuścił Łódź i wyjechał do Kolonii. Tam pracował jako ślusarz i rysownik w fabryce maszyn w fabryce Humboldt . Po powrocie do Łodzi w 1917 wznowił naukę i uczęszczał do polskiej szkoły realnej. Maturę zrobił w 1918. W tym samym roku podjął studia w Wyższej Szkole Technicznej w Darmstadt, które ukończył w 1921 jako inżynier budowy maszyn. Podczas studiów w Darmstadt był współzałożycielem Socjalistycznej Wspólnoty Roboczej Studentów w Darmstadt i członkiem studenckiego parlamentu ustawodawczego. Wraz z innymi opracowywał projekt ustawy o heskim szkolnictwie wyższym. Tam związał się z Niezależną Socjaldemokratyczną Partią Niemiec. Działał również w ruchu związkowym jako członek Związku Pracowników i Urzędów Technicznych i pełnił funkcję funkcjonariusza Powszechnego Wolnego Kartelu Związkowego (Allgemeines Freies Gewarkschatfskartell Darmstadt).
W 1922 powrócił do Łodzi. Tam wspólnie z Arturem Krönigiem i Otto Heikem utworzył 19 stycznia 1922 Niemiecką Partię Pracy (niem. Deutsche Arbeitspartei Polens, DAP), która w swoim programie stawiała na ścisłą współpracę z partiami robotniczymi innych łódzkich narodowości (PPS i Bund). Początkowo powstanie odrębnej partii niemieckiej wywołało spory z PPS, która chciała reprezentować wszystkich robotników. Jednak po wyborach samorządowych w łodzi w maju 1923, gdzie DAP zdobyła 5 mandatów, w stosunku do 9 mandatów PPS, doszło do ścisłej współpracy obu partii.
W sierpniu 1925 podczas zjazdu w Królewskiej Hucie doszło do zjednoczenia śląskiej niemieckiej partii socjalistycznej z łódzką DAP. Powstała Niemiecka Socjalistyczna Partia Pracy w Polsce (niem. Deutsche Sozialistische Arbeitspartei Polens, DSAP) z siedzibą władz w Łodzi. Emil Zerbe został jej przewodniczącym do 27 marca 1926, gdy na stanowisku przewodniczącego zastąpił go Artur Krönig.
W 1922 uzyskał mandat posła na Sejm I kadencji z ramienia Bloku Mniejszości Narodowych. W latach 1922–1927 należał do niemieckiej frakcji parlamentarnej (Zjednoczenie Posłów Niemieckich). Pracował w komisjach: komunikacji oraz opieki społecznej i inwalidzkiej . W Sejmie I kadencji był najmłodszym posłem (miał wówczas 25 lat) i z racji wieku wraz z Haliną Stęślicką byli pierwszymi sekretarzami konstytuującego się Sejmu. Pod koniec 1923 był ukarany przez marszałka Sejmu Macieja Rataja odsunięciem od trzech posiedzeń sejmowych. Przyczyną był udział w kuluarowej bójce, gdy stanął w obronie posła Maksymiliana Hartglasa z mniejszości żydowskiej. Emil Zerbe uderzył w trakcie bójki posła Związku Ludowo-Narodowego Mateusza Manterysa. Przeciw karze protestował klub żydowski i niemiecki. W 1926 był przejściowo zatrzymany w trakcie zamieszek i aresztowań po pogrzebie Tomasza Rychlińskiego weterana Partii Proletariat .

W artykule na dzień 1 maja 1927, w krakowskim piśmie „Naprzód” napisał: 

Partia nasza stała zawsze na stanowisku, że
żadne różnice narodowe nie mogą hamować proletariackiej i gospodarczej walki klasy robotniczej. Świadoma tego, walczy partia o całkowite równouprawnienie robotnika niemieckiego na wszystkich polach życia i pracy, aby w ten sposób obalić zapory, dzielące dziś jeszcze wielkie masy ludu roboczego i osłabiające go. Stoi przy tym przed nami cel wielkiej, zjednoczonej klasy robotniczej Polski, która będzie solidarnie walczyć o swój byt i swe zadania dziejowe. Klasa robotnicza Polski musi w swym własnym interesie przezwyciężyć wszelkie istniejące jeszcze przesądy narodowościowe i wszelką wrogość. Czyż codzienne życie robotnika, jego życie w fabrykach i kopalniach, jego i jego rodziny życie w społeczeństwie, nie dowodzi nam, że nasza dola klasowa jest wspólna!.

W wyborach w 1928 DSAP zawarła sojusz wyborczy z PPS, co spowodowało pierwsze spory w DSAP i secesję grupy Artura Pankratza z Pomorza. DSAP okrzyknięto zdrajcami narodu niemieckiego. Emil Zerbe wybrany został na posła z listy krajowej Polskiej Partii Socjalistycznej. Tłumacząc zerwanie z Blokiem Mniejszości Narodowych na jednym z wieców, stwierdził, że 

dla robotnika niemieckiego staje się bliższym robotnik polski niż poseł Spickermann.

 W Sejmie II kadencji stworzył wraz z Arturem Krönigiem niezależny klub niemieckich socjalistów współpracujący z PPS – Frakcję Niemieckich Posłów Socjalistycznych. Pracował w komisji ochrony pracy . W tym czasie zawiązano również komisję porozumiewawczą PPS, Bund i DSAP.
W 1930 kandydował bezskutecznie do Sejmu z listy państwowej kandydatów Związku Obrony Prawa i Wolności Ludu (zwanego Centrolewem). W trakcie kampanii wyborczej w październiku 1930 skazany na 6 miesięcy więzienia, za usunięcie z miejsca zjazdu partii październiku 1929 funkcjonariuszy policji politycznej. W listopadzie 1930 sąd okręgowy podtrzymał wyrok. Dopiero po kasacji Sądu Najwyższego, sąd okręgowy po ponownym rozpatrzeniu sprawy w czerwcu 1931 wydał wyrok uniewinniający .
Po 1933 był atakowany przez organizacje prohitlerowskie, w tym Deutscher Volksverband in Polen (DVV) jako zdrajca. Atakowany był również przez polski obóz rządowy i Stronnictwo Narodowe. M.in. po antypolskim wystąpieniu niemieckiego ministra Gottfrieda Treviranusa bojówki narodowców napadły 31 lipca 1930 na lokal DSAP, zaś w trakcie demonstracji antyniemieckiej w kwietniu 1933 zaatakowano również siedzibę redakcji „Lodzer Volkszeitung”, którą kierował.

Ekspansja organizacji hitlerowskich spowodowała kryzys w DSAP. Ze stanowiska przewodniczącego partii odszedł Artur Krönig, który wraz z Ludwikiem Kukiem, i Gustawem Ewaldem opowiadał się przeciw współpracy z PPS i Bund, a za koalicją z organizacjami niemieckimi. Jednak łódzki zjazd partii w kwietniu 1934, a następnie krajowy zjazd DSAP, opowiedziały się przeciw Arturowi Krönigowi. W lutym 1935 Emil Zerbe ponownie objął ponownie kierowanie Zarządem Głównym DSAP. W 1937 na akademii z okazji 15-lecia DSAP Emil Zerbe powiedział: 

Jako socjaliści jesteśmy internacjonalistami, ale jako socjaliści niemieccy działający w Polsce domagamy się tego, co należy się każdemu narodowi – swobodnego narodowego życia kulturalnego; jednakże jesteśmy zdecydowanymi przeciwnikami nacjonalizmu, jaki zdominował niemieckie mieszczaństwo.

W latach 1934–1939 był radnym Rady Miejskiej Łodzi. Opowiadał się za ponadnarodową współpracą między niemiecką lewicą a PPS i Bundem. W 1930 po pogromach w Brześciu Litewskim skierował do CK Bundu wyrazy „bezgranicznej solidarności” oraz datek na ofiary brzeskiego pogromu. W 1937 na XXIV Kongresie PPS w Radomiu oraz w licznych artykułach apelował o zbudowanie jednolitej wielonarodowej partii socjalistycznej w Polsce.

W 1938 w trakcie kampanii wyborczej do Rady Miejskiej w Łodzi (kandydował z okręgu X Listy PPS) stwierdził m.in.: 

Łódzkie wybory samorządowe mają doniosłe polityczne znaczenie. Walka, która się toczy, jest walką między obozem Wolności a obozem niewoli i wyzysku. Świadom znaczenia tej Walki każdy Niemiec i demokrata stanie zdecydowanie po stronie walczących o Wolność, Równość i Sprawiedliwość. Żaden niemiecki robotnik i pracownik nie ma prawa oddać głosu za hitlerowskim ugrupowaniem wyborczym, za rodzimym hitleryzmem, który w obłudny sposób żąda w dla siebie demokracji i równouprawnienia, a popiera dyktaturę, gwałt, bezprawie i bezprzykładny ucisk w Niemczech hitlerowskich .

W tym okresie był również aktywnym działaczem związkowym, organizując robotników niemieckich. W 1926 współorganizował Niemiecki Oddział Klasowego Związku Zawodowego Robotników i Robotnic Przemysłu Włókienniczego funkcjonujący podobnie jak sekcja żydowska na zasadach językowej i kulturalnej autonomii. Od 1927 do 1939 był wiceprzewodniczącym Zarządu Głównego Związku Zawodowego Robotników I Robotnic Przemysłu Włókienniczego w Polsce . Od 1929 do 1939 był również członkiem Komisji Centralnej Związków Zawodowych.

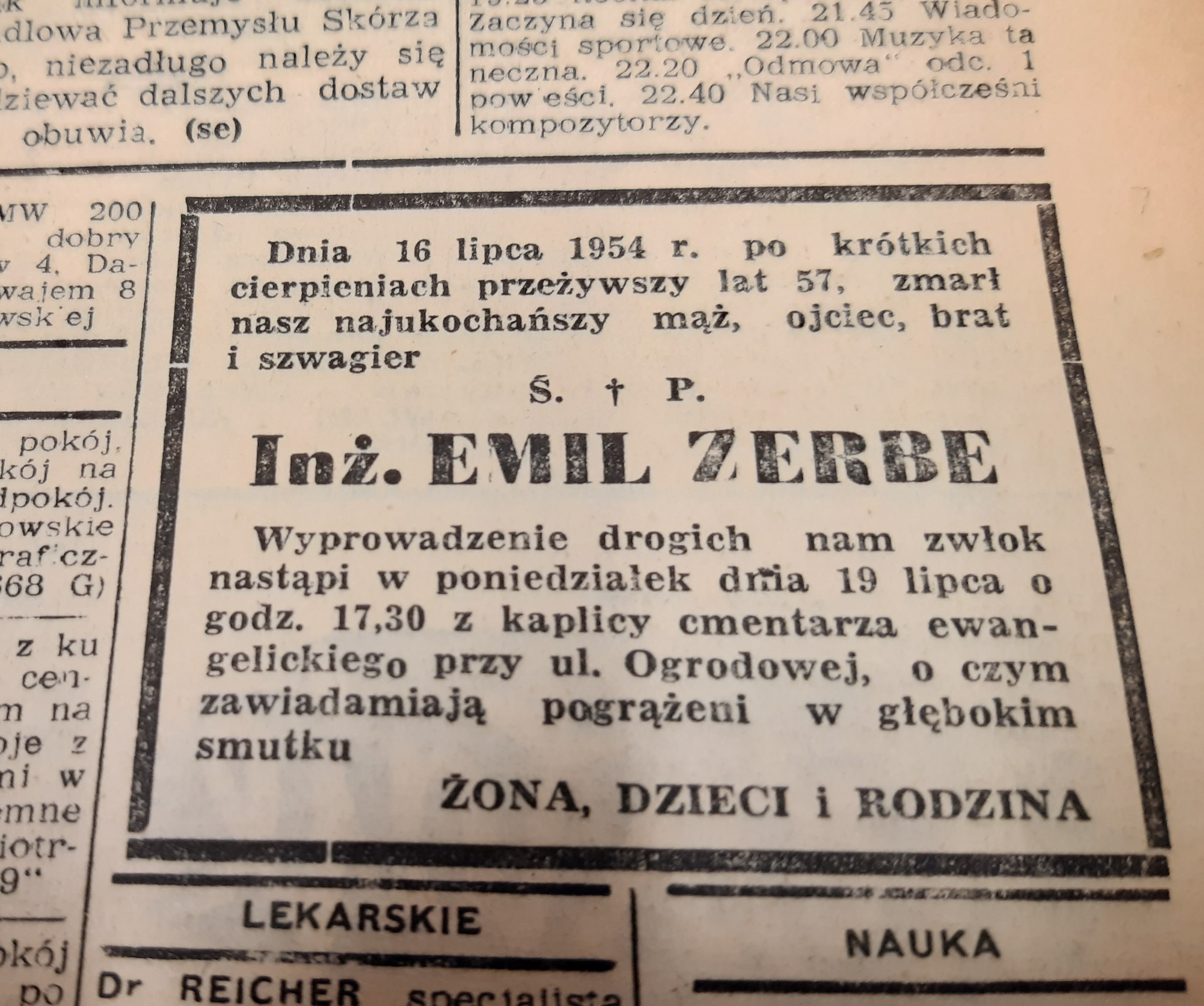
Nekrolog Emila Zerbego w „Dzienniku Łódzkim” z 18 lipca 1954

Był założycielem i wiceprezesem Deutsche Kultur- und Bildungsverein „Fortschritt” (1928–1939). Stał na czele redakcji „Lodzer Volkszeitung” (od 1935 „Volkszeitung”), był także korespondentem zagranicznym czasopism „Vorwärts” i „Volkswille”.
1 września 1939 jako Niemiec został aresztowany w Łodzi, ale po interwencji prezydenta Łodzi Jana Kwapińskiego zaraz wypuszczony. W obawie przed aresztowaniem przez Gestapo udał się do Warszawy. Tam ponownie przejściowo aresztowany. Po uwolnieniu był organizatorem Robotniczych Batalionów Obrony Warszawy. Według niektórych wersji był organizatorem kompanii niemieckiej RBOW, jednak najprawdopodobniej w rzeczywistości niemieckich ochotników było kilkunastu.
W trakcie okupacji od sierpnia 1940 pod pseudonimem „Maks” działał w PPS-WRN, tworząc komórki socjalistów niemieckich w ramach konspiracji PPS w Łodzi, Bielsku-Białej i na Śląsku. Jego rodzina wyprowadziła się z Łodzi na wieś i była ciągle nękana i jako „Polacy” szykanowana przez Gestapo. Emil Zerbe ukrywał się pod przybranym nazwiskiem jako robotnik rolny w okolicach Strykowa. Po zakończeniu wojny powrócił do Łodzi, gdzie jako „Niemiec” został aresztowany i był kilka tygodni internowany, a w końcu został wypuszczony bez jakiegokolwiek procesu ani rehabilitacji. Wypuszczono go na wniosek Henryka Wachowicza. Nie był aktywny politycznie, a jego partii zakazano działalności. W 1946 mimo sprzeciwu pastora wygłosił po niemiecku mowę pogrzebową nad trumną swojego partyjnego kolegi Otto Ditterbrennera. Do swojej śmierci w 1954 pracował w sklepie spółdzielni rzemieślniczej, której był współzałożycielem.
Pochowany został na Starym Cmentarzu w Łodzi (część ewangelicka). Na jego pogrzebie 19 lipca 1954 pożegnalne przemówienie wygłosił jego przyjaciel z PPS Henryk Wachowicz. Jedyne wspomnienie pośmiertne opublikował jego dawny przyjaciel z Łodzi Otto Heike 13 września 1954 w organie SPD „Neuer Vorwärts” (Otto. Heike, Sozialistenführer gestorben. Zum Tode von Emil Zerbe – „Zmarł polsko-niemiecki przywódca socjalistów. Z okazji śmierci Emila Zerbe”).